# Prusia Occidentală

Provincia Prusia Occidentală (în roșu) în cadrul Regatului Prusiei.

Prusia Occidentală, denumită și Prusia Apuseană, a fost o provincie a Regatului Prusiei situată de ambele părți ale Vistulei și având capitala la Danzig.

## Legături externe
Materiale media legate de provincia Prusia Occidentală la Wikimedia Commons
- de  Westpreußische Gesellschaft
- de  Administrative subdivision of the province in 1910
- en  West Prussia FAQ Arhivat în 4 ianuarie 2007, la Wayback Machine.
- en Extensive West Prussian Historical Materials Arhivat în 14 septembrie 2014, la Wayback Machine.
- en East and West Prussia Gazetteer Arhivat în 5 ianuarie 2007, la Wayback Machine.
- en West & East Prussia Map Collection Arhivat în 9 septembrie 2013, la Wayback Machine.